# جاگادالا ماهاویهارا
جاگادالا ماها-ویهارا یک صومعه بودایی است که دوران شکوفایی آن در حدود اواخر قرن یازدهم میلادی تا اواسط قرن دوازدهم میلادی بود. این محل علاوه بر ویهارا، مقر آموزش در وارندرا نیز بود. جادگادالا یک واحد جغرافیایی در شمال بنگال فعلی در بنگلادش هم بود. این ناحیه توسط پادشاهان بعدی سلسله پالا، احتمالاً راماپالا (حدود ۱۰۷۷–۱۱۲۰)، به احتمال زیاد در مکانی نزدیک روستای فعلی جاگدال در دهمویرات در شمال غربی بنگلادش در مرز با هند تأسیس شد.